# Distretto di Mueang Phetchaburi
Il distretto di Mueang Phetchaburi (in thailandese: เมืองเพชรบุรี) è un distretto (amphoe) della Thailandia, situato nella provincia di Phetchaburi, della quale è il capoluogo.